# Darfur Wschodni
Darfur Wschodni (arab. ولاية وسط دارفور, ang. East Darfur State) – jeden ze stanów Sudanu, jest jednym z pięciu składających się na region Darfur. Powstał w styczniu 2012 roku jako rezultat trwającego procesu pokojowego dla regionu Darfur. Stolicą stanu jest Ad-Duajn. Stan powstał z terenów, które były poprzednio częścią stanu Darfur Południowy.